# 益阳高新技术产业开发区
益阳高新技术产业开发区位于湖南省益阳市，是2011年经国务院批准升级为国家高新技术产业开发区的高新区，面积42平方公里。

## 历史沿革
- 1994：经湖南省人民政府批准，成立朝阳经济开发区。
- 2002年：经湖南省人民政府批准，成立省级益阳高新技术产业开发区。
- 2011年：经国务院批准，益阳高新技术产业开发区升级为国家高新技术产业开发区[2]。